# Maurice Blanc
Maurice-Antoine Blanc, italianizzato in Maurizio Blanc (Faverges, 30 aprile 1804 – 10 luglio 1865), è stato un politico francese.

## Biografia
Fu Deputato del Regno di Sardegna in tre legislature per il collegio di Ugine, prima delle dimissioni a seguito del Plebiscito di Nizza del 1860 con cui venne sancita la cessione di Nizza e della Savoia al Secondo Impero francese.